# 金城鎮

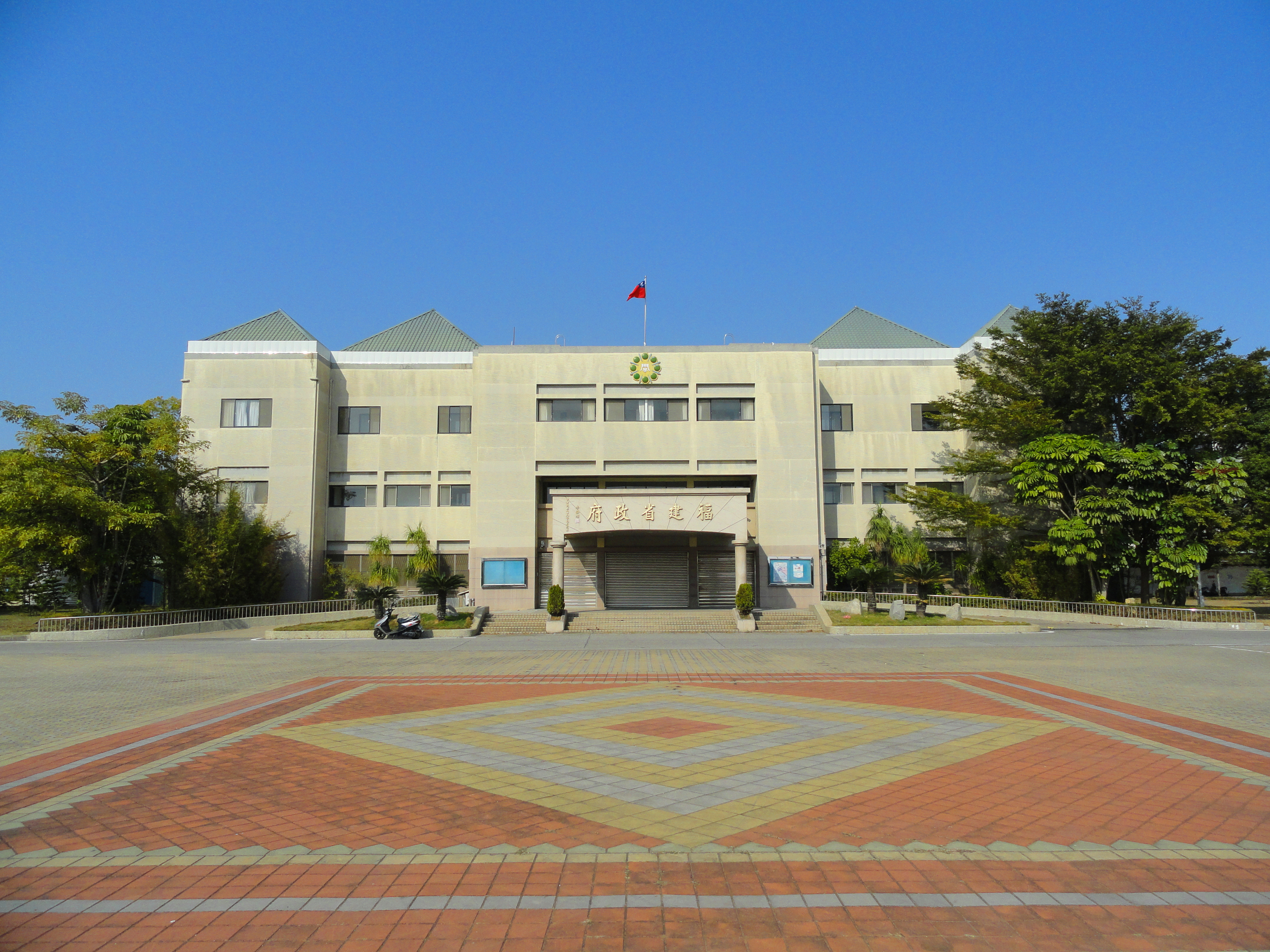
福建省政府ビル

金城鎮（ジンチェン/きんじょう-ちん）は中華民国福建省金門県の鎮。県内で最も人口が多い都市であり、県政府所在地である。

## 概要
2012年3月に交通部観光局から小さな観光都市TOP10の1つに選ばれた。

## 地理
大金門島の西南部を占める。面積は21.7080平方キロメートルであり、北東を金寧郷に接する。北西から南部、南東部までを海に囲まれている。西方の海上に小金門島（行政区画では烈嶼郷）があり、船で往来できる。

### 行政区画
| 里                                                             |
| -------------------------------------------------------------- |
| 東門里、西門里、南門里、北門里、賢庵里、金水里、古城里、珠沙里 |

## 政治

### 行政

#### 鎮長
- 李誠智

歴代鎮長

## 教育

### 高級中学
国立
- 国立金門高級中学

### 国民中学
県立
- 金門県立金城国民中学

### 国民小学
県立
- 金門県立中正国民小学
- 金門県立古城国民小学
- 金門県立賢庵国民小学
- 金門県立賢庵国民小学 垵湖分校

## 交通

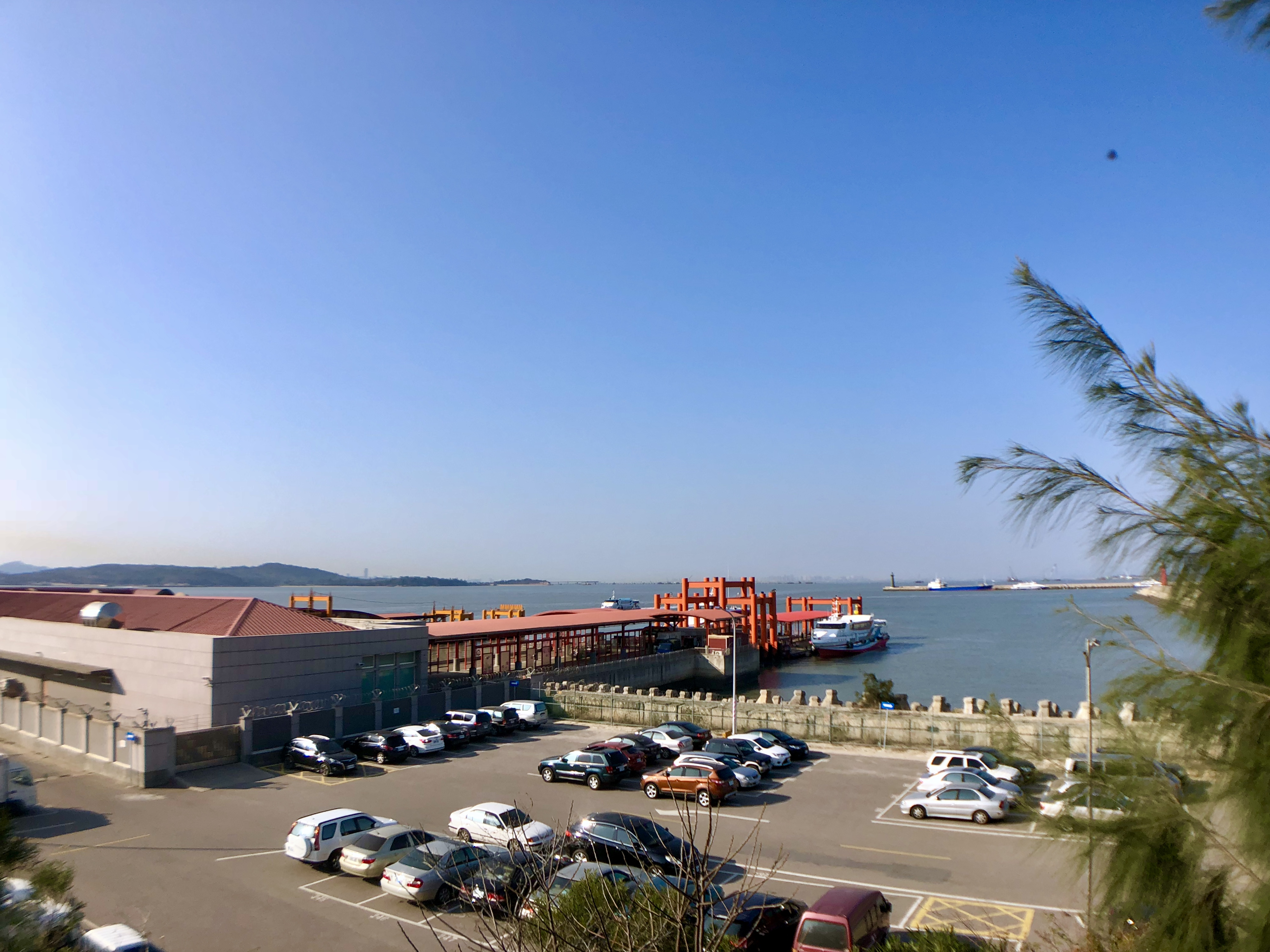
水頭港

| 種別 | 路線名称 | その他 |
| ---- | -------- | ------ |
| 港湾 | 漁港     | 水頭港 |

## 観光

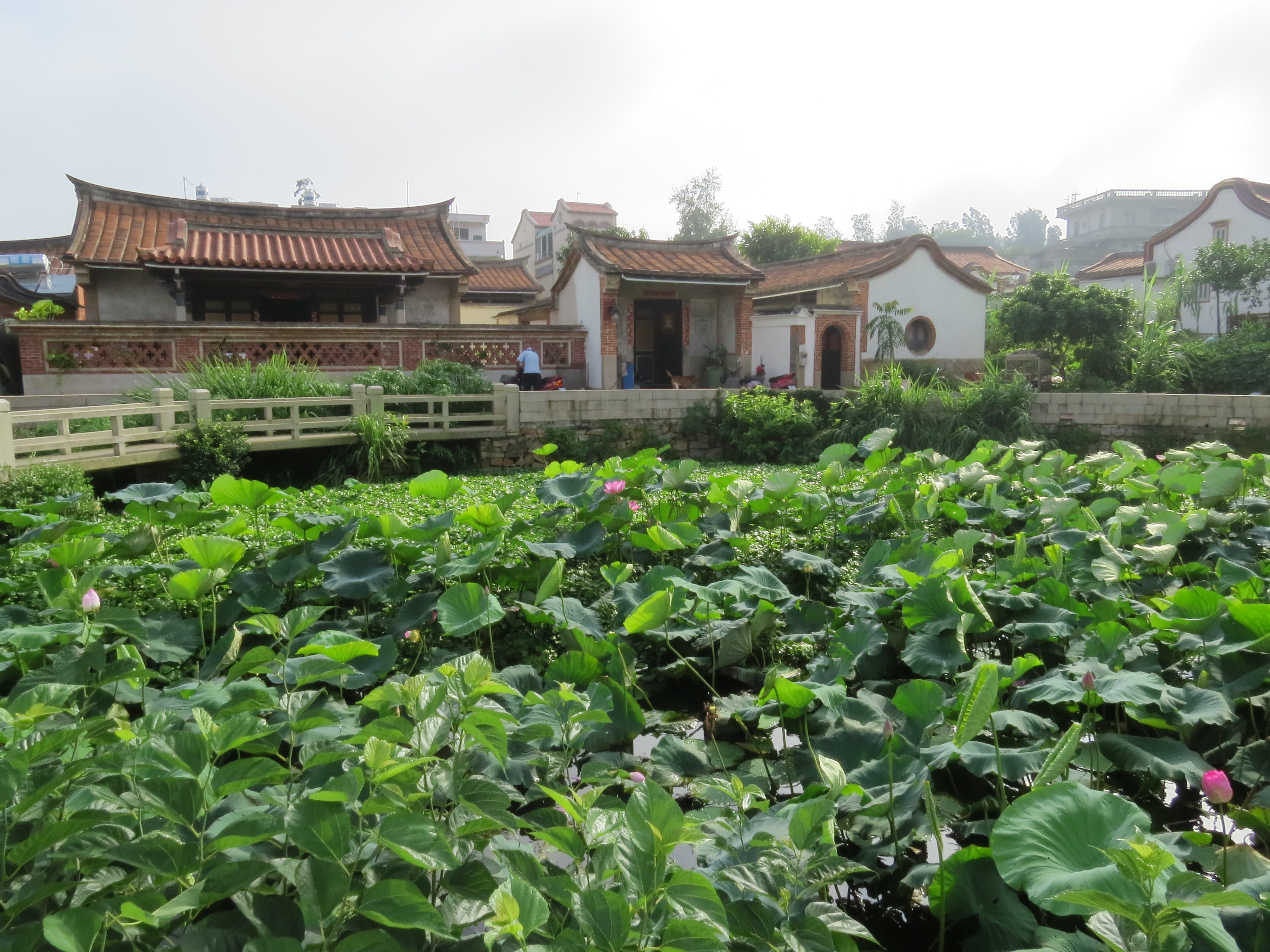
水頭黄氏酉堂別業

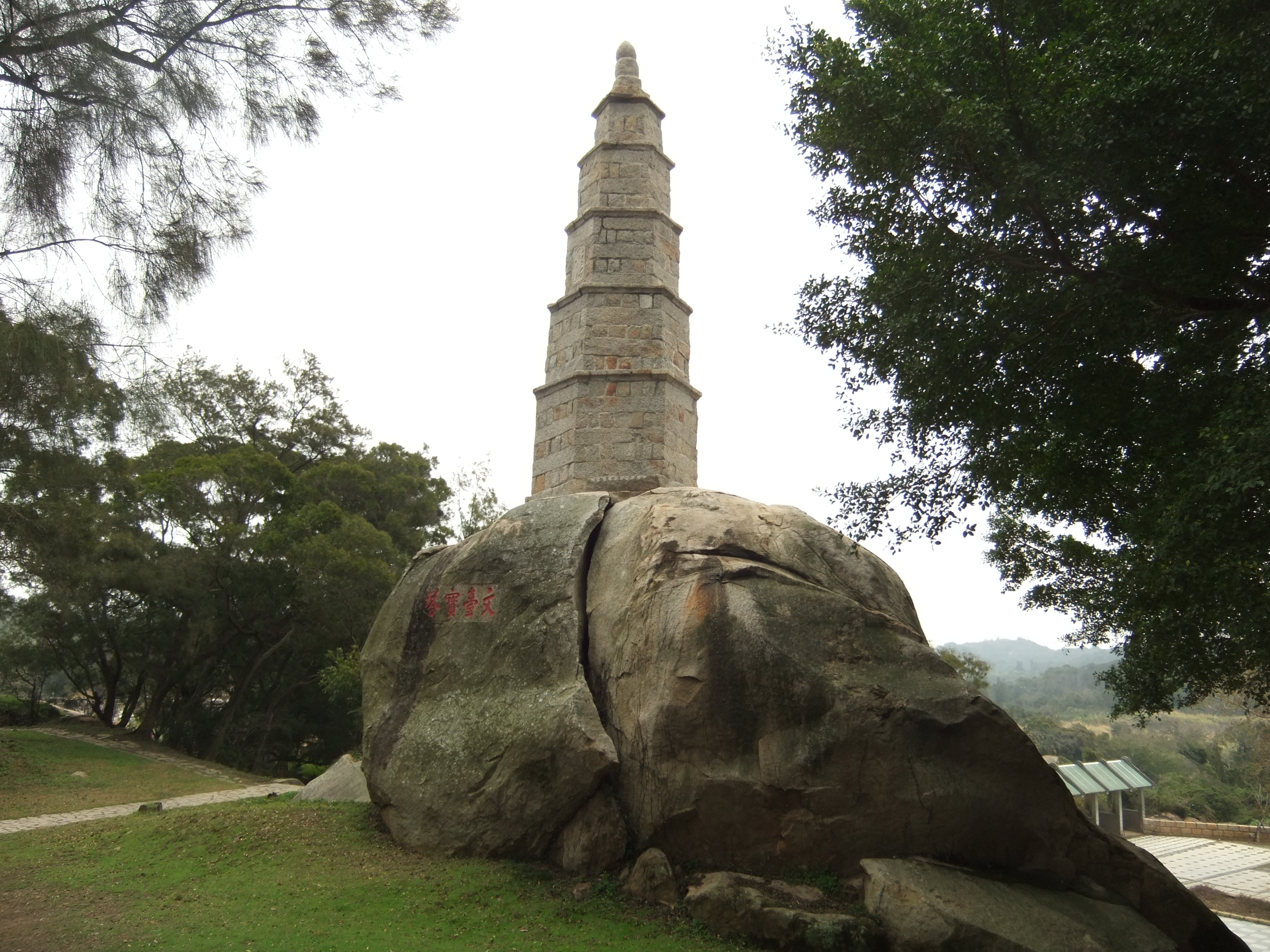
文台宝塔

### 観光スポット
- 邱良功母節孝坊
- 水頭古厝

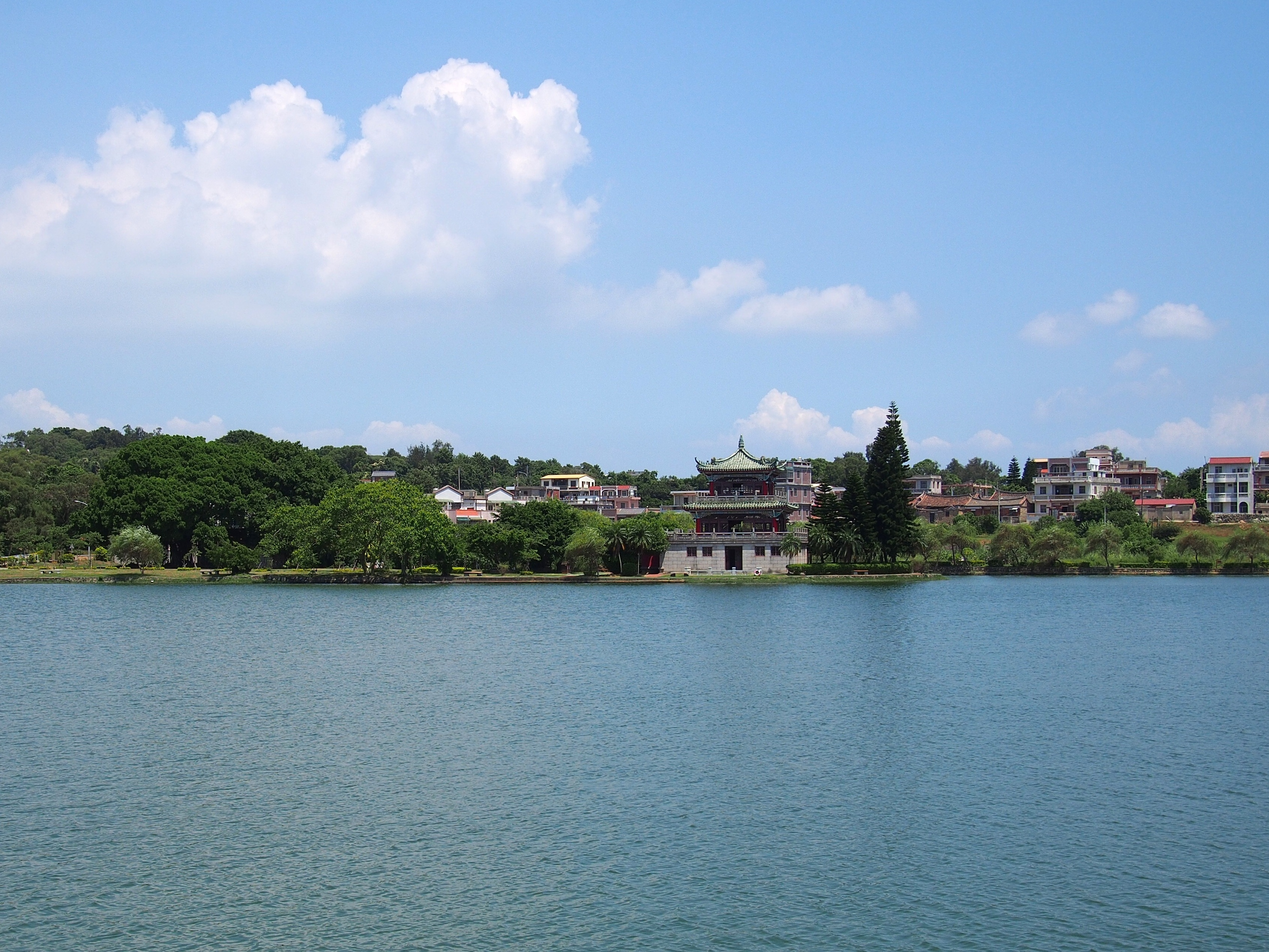
古崗湖
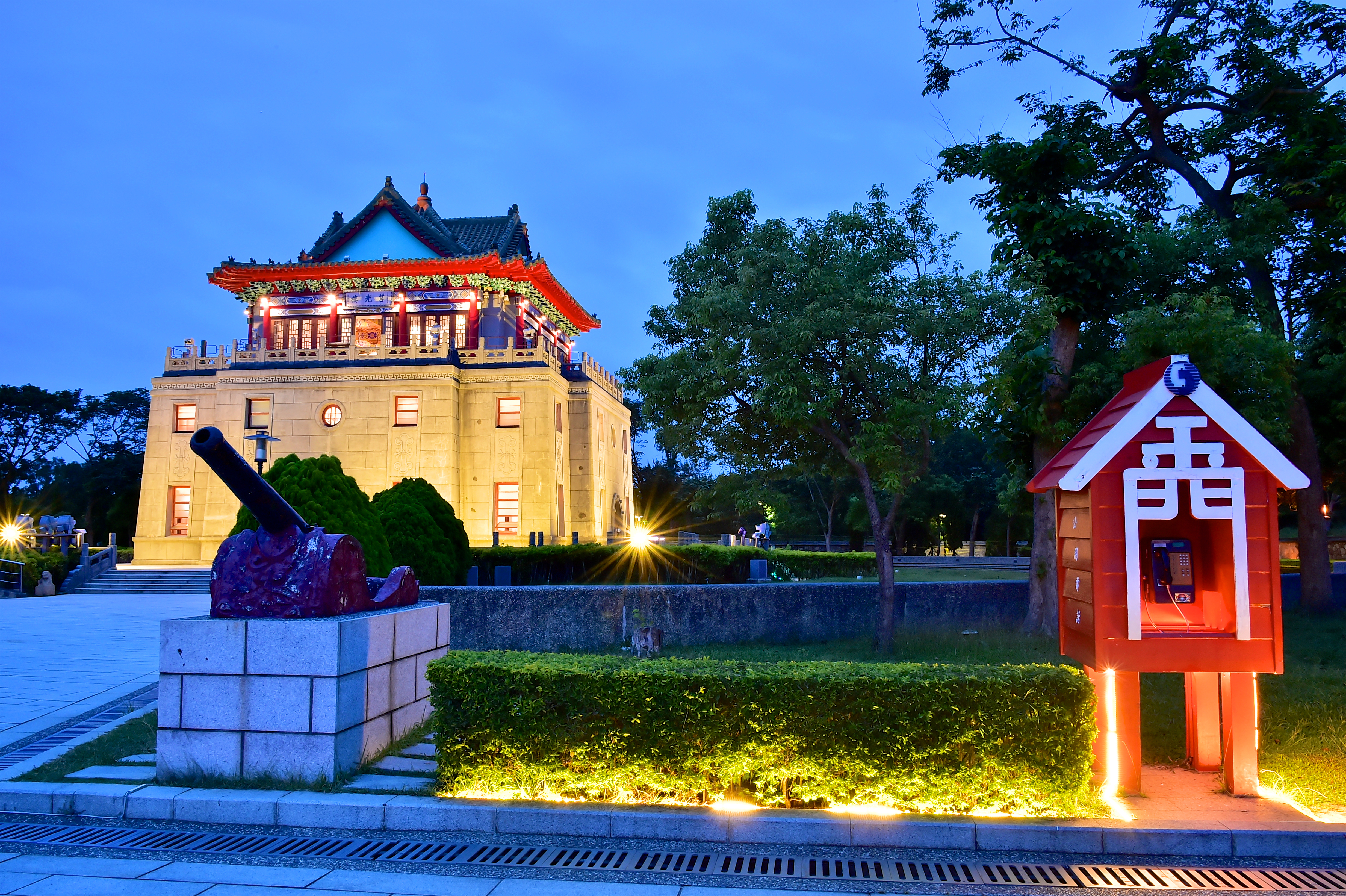
莒光楼
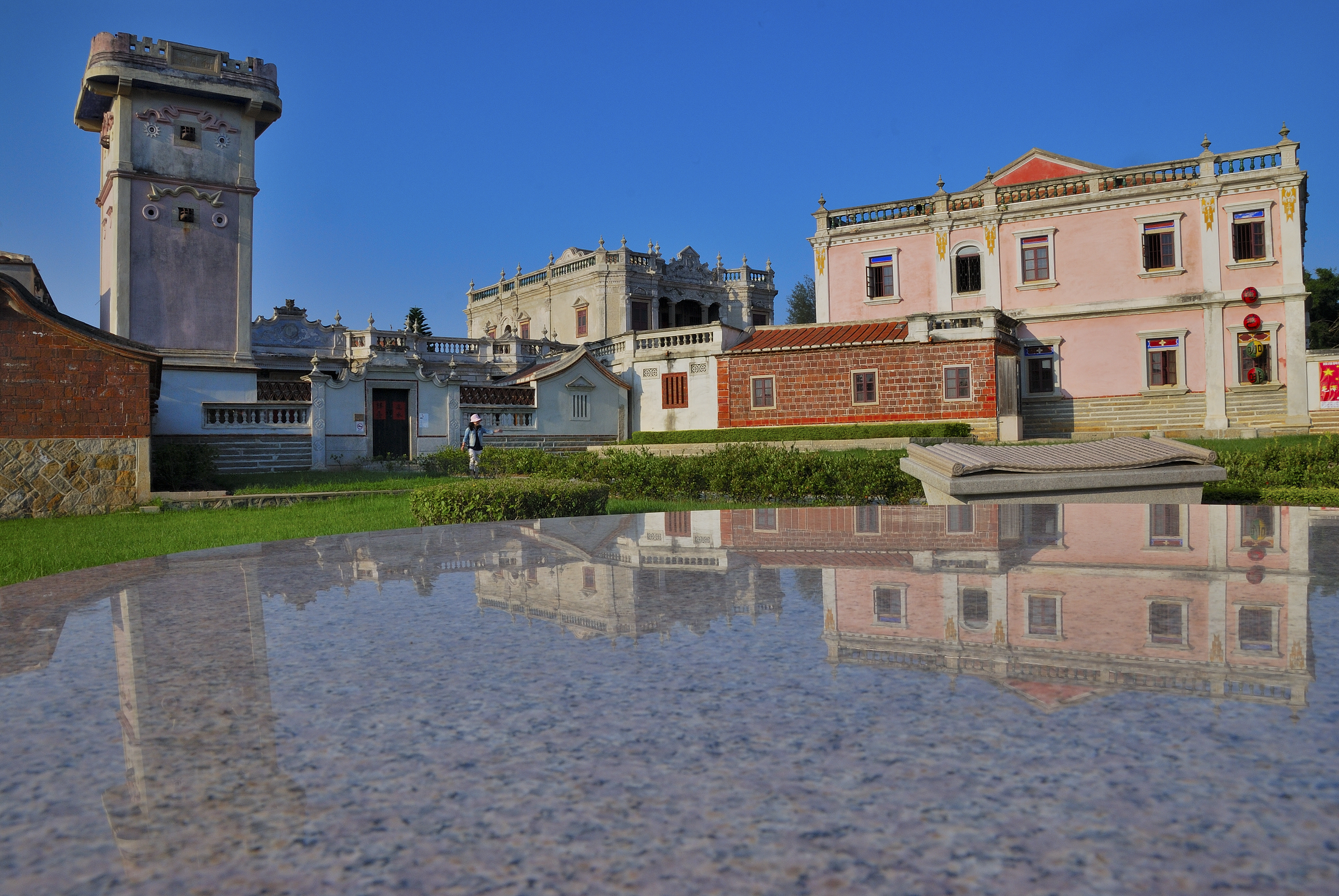
得月楼
- 翟山坑道
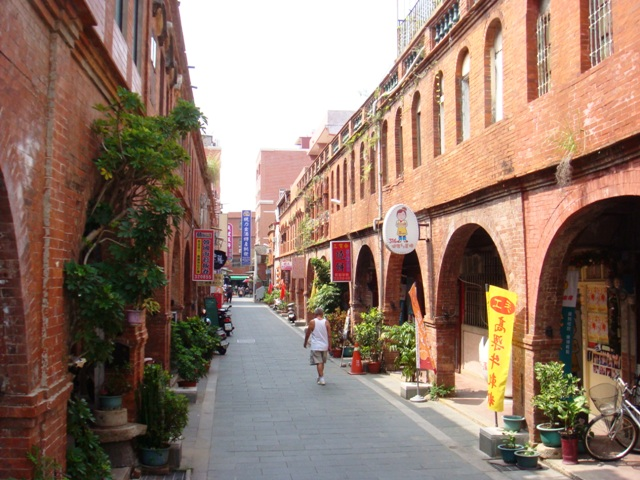
金門模範街
- 金門守禦千戸所城
- 奎閣
- 文台宝塔
- 豊蓮山牧馬侯祠
- 清金門鎮総兵署

- 古崗湖
- 莒光楼
- 得月楼
- 金門模範街